# 庙前镇 (连城县)
庙前镇，是中华人民共和国福建省龙岩市连城县下辖的一个乡镇级行政单位。

## 行政区划
庙前镇下辖以下地区：
庙前村、庙上村、吕坊村、水北村、江畲村、蓝桥村、岩背村、珠地村、坪头村、芷联村、芷溪村、芷红村、芷星村、芷民村和丰图村。

## 交通
- 319国道

## 中国传统村落
芷溪村获评第一批“中国传统村落”。明清以来，芷溪村先后兴建了68座古祠，138幢古民居。除一部分是专门作祭祖联宗之用外，其余都是祠居合一的复合型建筑，采用客家地区"九厅十八井"结构布局建造。